# 61e armée (Union soviétique)
La 61e armée était une unité de l'armée rouge durant la Grande Guerre patriotique.